# Milojka Beutz
Milojka Beutz (* 10. Februar 1949 in Toplowo, Slowenien; † 25. März 2012 in Köln, Deutschland) war eine slowenische Malerin.

## Lebenslauf
Mit ihrer Familie floh Beutz 1960 aus Jugoslawien nach Deutschland. Von 1967 bis 1969 absolvierte sie ein Studium an der Werkkunstschule Krefeld, danach bis 1975 studierte sie im Fachbereich Malerei und Grafik der Werkkunstschule/Fachhochschule Köln. Ab 1987 führte sie ein eigenes Atelier im Bürgerhaus Stollwerck. In den 1980er Jahren hatte sie mehrere Ausstellungen in Dormagen und Groznjan (Istrien).
Im Jahr 1995 nahm Beutz an einem Künstlerinnenaustausch Ubud (Bali) – Köln teil. Seit den 90er Jahren folgten Ausstellungen in Köln, Frechen, Blankenheim und Wesseling, sowie Lehrtätigkeit und Beschäftigung mit therapeutischem Malen in der Onkologie und Psychiatrie der Uniklinik Köln. Beutz gab Gruppen- und Einzelunterricht an der VHS Bonn und im Bürgerhaus Stollwerck.
2006 erhielt Beutz eine Nominierung zum Kunstpreis Wesseling. Vier Jahre später nahm sie an der POLYLOG Mittelmeerbiennale in Köln teil. Beutz starb 2012 nach schwerer Krankheit am 25. März in Köln.

## Werke
Der Förderkreis Milojka Beutz beschreibt ihre Malerei als stark farbig, impulsiv und von der schnellen Geste geprägt. Kräftige Linien und leuchtende Flächen seien Spuren einer intensiven Auseinandersetzung mit dem Modell und der Bildfläche und schafften spannungsreiche Kompositionen. Der Gegenstand, zumeist weibliche Akte, verwandele sich in ein vielschichtiges Geflecht malerischer Energien. So entstünden Abstraktionen, die spürbar von der informellen Malerei und dem Abstrakten Expressionismus angeregt seien.
Mit ihrer bewussten kühnen Farbgebung und dem immer durchscheinenden Bezug zum weiblichen Körper habe Milojka Beutz einen sehr persönlichen Beitrag zur Malerei der Gegenwart geleistet.

## Verein
Im Jahr 2014 gründete sich der gemeinnützige Verein „Förderkreis Milojka Beutz, Malerin e.V.“ der sich zum Ziel gesetzt hat, das umfangreiche und unvollendet gebliebene Werk, das Milojka Beutz hinterlassen hat, zu erhalten, sachgerecht zu erfassen und zu ordnen.
Es soll seinem künstlerischen Wert entsprechend in Publikationen und Ausstellungen der Öffentlichkeit zugänglich gemacht werden, damit es mit seiner Originalität und Schönheit weiter wirken kann.
Der Verein versteht sich als „Modell“ für den verantwortlichen Umgang mit einem Künstlernachlass.